# 塔蘭丁齊
50°4′49″N 32°50′27″E / 50.08028°N 32.84083°E
塔蘭丁齊（羅馬化：Tarandyntsi），是烏克蘭的村落，位於該國中部波爾塔瓦州，由盧布尼區負責管轄，處於維利尚卡河畔，分別距離皮什內1.5公里和恩基夫齊3.5公里，海拔高度157米，2001年人口776。